# Pont d'Avinyó
|  | No s'ha de confondre amb Pont d'Avinyó (Roine). |

El Pont d'Avinyó o Pont Vell és un pont gòtic sobre la riera de Relat a Avinyó És un monument llistat com bé cultural d'interès local des del 1989.
És un pont gòtic que respon a la tipologia anomenada d'esquena d'ase, és a dir, amb un pendent més o menys pronunciat fins a la punta central. Aquest pont és format per tres arcs, tots de mides desiguals, i col·locats asimètricament jugant amb el terreny. L'aparell del pont es força irregular de mides i els blocs de pedra són col·locats en filades unides amb argamassa. Les dovelles dels tres arcs de mig punt són col·locades a plec de llibre de mides més regulars i resseguides per una filada de carreus més petits. La part superior del pont és molt malmesa.
Un primer esment escrit data del 1427, quan el pont va ser malmès per un terratrèmol. El pont és probablement una construcció del segle xiv que, travessant la riera de Relat, comunicava el sector de llevant del terme amb el nou nucli que a partir del segle xiii va néixer a redós de l'església de Sant Joan d'Avinyó. Els anys 1719 i 1783 va ser reparat per desperfectes. Fins al segle XIX en un dels extrems del pont hi havia una capella dedicada a Sant Antoni, que feia que se’l conegués com el Pont de Sant Antoni. Era un enllaç clau en el gran Camí Ramader Central entre el Penedès, el Pla d'Anyella i la Cerdanya. El 2017 l'ajuntament d'Avinyó el va integrar en una ruta d'interès turístic de dos-cents quilòmetres entre Vilanova i la Geltrú i la muntanya de Llívia.